# 28667 Whithagins
28667 Whithagins este un asteroid din centura principală de asteroizi.

## Descriere
28667 Whithagins este un asteroid din centura principală de asteroizi. A fost descoperit pe 5 aprilie 2000 la Socorro, New Mexico, în cadrul proiectului LINEAR. Asteroidul prezintă o orbită caracterizată de o semiaxă mare de 2,78 ua, o excentricitate de 0,12 și o înclinație de 4,2° în raport cu ecliptica.